# Türkvizyonsongfestival 2013

Deelnemende landen en regio's
Landen en regio's die de afvielen in halve finale.

Het Türkvizyonsongfestival 2013 was de eerste editie van het Türkvizyonsongfestival. Het werd gehouden in Eskişehir, Turkije op 19 december en 21 december.

## Deelnemende regio's
25 regio's namen deel aan deze eerste editie. Waarbij aangetekend dat Kabardië-Balkarië en Karatsjaj-Tsjerkessië samen deelnamen. Oorspronkelijk zouden ook Turkmenistan, Tsjoevasjië, Rusland en Sinkiang deelnemen, maar deze regio's stonden niet op de officiële deelnemerslijst van 17 december.

## Puntentelling
De presentatoren maakten aan het einde van het programma het totaal aantal punten per land bekend. Uiteindelijk won Azerbeidzjan het festival, met vijf punten voorsprong op Wit-Rusland. De punten van de halve finale zijn niet bekendgemaakt.

## Overzicht

### Halve finale
| Land / regio                              | Taal                    | Artiest                           | Lied                  | Resultaat      |
| ----------------------------------------- | ----------------------- | --------------------------------- | --------------------- | -------------- |
| Altaj                                     | Altajs                  | Artoer Marloejokov                | Altayym menin         | gekwalificeerd |
| Azerbeidzjan                              | Azerbeidzjaans          | Farid Hasanov                     | Yaşa                  | gekwalificeerd |
| Basjkirostan                              | Basjkiers               | Diana Isjniazova                  | Koeraj şarkısı        | uit            |
| Bosnië en Herzegovina                     | Bosnisch                | Emir & Frozen Camels feat. Mirza  | Ters Bosanka          | gekwalificeerd |
| Chakassië                                 | Chakassisch             | Vladimir Dorjoe                   | Tus çirinde           | uit            |
| Gagaoezië                                 | Gagaoezisch en Russisch | Ljoedmila Toekan                  | Vernys ljoebov        | uit            |
| Georgië                                   | Azerbeidzjaans          | Eynar Balakişiyev & Afik Novruzov | Qəlbini saf tut       | uit            |
| Irak                                      | Turks                   | Ahmed Duzlu                       | Kerkük'ten yola çıkak | uit            |
| Jakoetië                                  | Jakoets                 | Olga Spiridonova                  | Kötütüöm              | uit            |
| Kabardië-Balkarië & Karatsjaj-Tsjerkessië | Karatsjaj-Balkaars      | Eldar Zjanikajev                  | Adamdı bizni atıbız   | uit            |
| Kazachstan                                | Kazachs                 | Rin'go                            | Birlikpen alğa        | gekwalificeerd |
| Kemerovo                                  | Sjor                    | Tsjiltys Tannagasjevaa            | Şjorianın ünü         | uit            |
| Kirgizië                                  | Kirgizisch              | Çoro                              | Kaygyrba              | gekwalificeerd |
| Kosovo                                    | Turks                   | Ergin Karahasan                   | Şu Prizen             | gekwalificeerd |
| Krimrepubliek                             | Krim-Tataars            | Elvira Sarihalil                  | Dağların elları       | uit            |
| Macedonië                                 | Turks                   | Ikay Yusuf                        | Düşlerde yaşamak      | uit            |
| Noord-Cyprus                              | Turks                   | Gommalar                          | Havalanıyor           | gekwalificeerd |
| Oekraïne                                  | Turks                   | Fazile Ibraimova                  | Elmalım               | gekwalificeerd |
| Oezbekistan                               | Oezbeeks                | Nilufar Usmonova                  | Unutgin               | gekwalificeerd |
| Roemenië                                  | Turks                   | Genghiz Erhan Cutcalai            | Ay ak shatır          | uit            |
| Tatarije                                  | Tataars                 | Alina Sjaripzjanova               | Üpkälämim             | gekwalificeerd |
| Toeva                                     | Toevaans                | Saylık Ommun                      | Çavıdak               | uit            |
| Turkije                                   | Turks                   | Manevra                           | Sen, ben, biz         | gekwalificeerd |
| Wit-Rusland                               | Turks                   | Goenesj Abbasova                  | Son hatıralar         | gekwalificeerd |

### Finale
| Plaats | Land / regio          | Taal           | Artiest                          | Lied           | Punten |
| ------ | --------------------- | -------------- | -------------------------------- | -------------- | ------ |
| 1      | Azerbeidzjan          | Azerbeidzjaans | Farid Hasanov                    | Yaşa           | 210    |
| 2      | Wit-Rusland           | Turks          | Goenesj Abbasova                 | Son hatıralar  | 205    |
| 3      | Oekraïne              | Turks          | Fazile Ibraimova                 | Elmalım        | 200    |
| 4      | Tatarije              | Tataars        | Alina Sjaripzjanova              | Üpkälämim      | 192    |
| 5      | Altaj                 | Altajs         | Artoer Marloejokov               | Altayym menin  | 189    |
| 6      | Turkije               | Turks          | Manevra                          | Sen, ben, biz  | 187    |
| 6      | Bosnië en Herzegovina | Bosnisch       | Emir & Frozen Camels feat. Mirza | Ters Bosanka   | 187    |
| 8      | Kirgizië              | Kirgizisch     | Çoro                             | Kajgyrba       | 183    |
| 9      | Kazachstan            | Kazachs        | Rin'go                           | Birlikpen alğa | 178    |
| 10     | Noord-Cyprus          | Turks          | Gommalar                         | Havalanıyor    | 175    |
| 11     | Oezbekistan           | Oezbeeks       | Nilufar Usmonova                 | Unutgin        | 173    |
| 12     | Kosovo                | Turks          | Ergin Karahasan                  | Şu Prizen      | 151    |

## Trivia
- Oorspronkelijk zou niet Nilufar Usmonova, maar Shahzoda Oezbekistan vertegenwoordigen op het festival. Om onbekende redenen werd ze ingeruild voor Usmonova.

2013 · 2014 · 2015 · 2020